# Avenue de Wagram

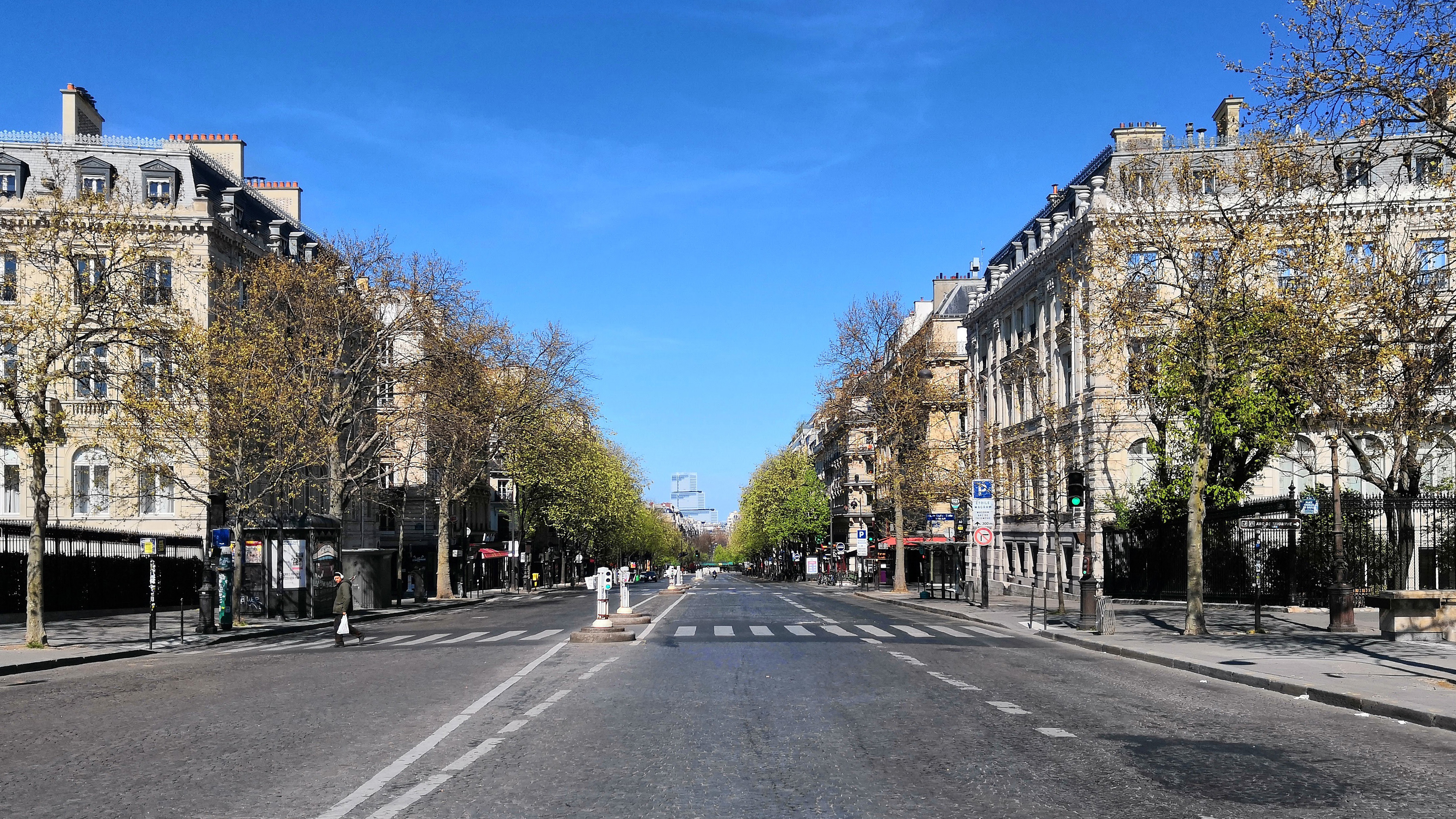
Avenue de Wagram.

Avenue de Wagram är en 1 500 meter lång aveny i Paris. Den utgår från Triumfbågen och går åt nord-nordost, vinkelrätt mot Champs-Élysées och Avenue de la Grande-Armée, upp till Place de Wagram som liksom avenyn är uppkallad efter slaget vid Wagram, vilket ägde rum den 6 juli 1809.
Avenue de Wagram utgör gräns mellan åttonde och sjuttonde arrondissementet.